# Jahdun-Lim
Jahdun-Lim (sumer ia-aḫ-du-li-im, i̯āḫdulīm) Mári amurrú származású uralkodója volt (kb. i. e. 1825 – 1810), Jaggid-Lim fia, valószínűleg a szimaliak közül. Mári uraként dinasztiája – amelynek legismertebb uralkodója Zimrí-Lim volt – vérbosszúkkal terhes küzdelmet folytatott az ugyancsak amurrú jaminiak egyik dinasztiájával, amelynek legismertebb tagja I. Samsi-Adad asszír király volt.

## Uralkodása
Már apja konfliktusba került Tirka uralkodójával, Ila-kabkabival. Eleinte Ila-kabkabi volt a sikeresebb, de Jahdun-Lim trónrakerülésével fordult a kocka. Mári megerősödött, valószínűleg egészen a Földközi-tengerig sikerült kiterjesztenie uralmát. Jó kapcsolatokat ápolt Jamhaddal. Megnövekedett erejét kihasználva sikerült elfoglalnia Tirkát és valószínűleg megölte Ila-kabkabit és családját, akinek egyik fia – a későbbi I. Samsi-Adad – azonban Babilonba menekült, Szín-muballit udvarába.
Máriban megalapította Samas napisten templomát, amelynek feliratos téglái szerint sikeres harcot folytatott a nomádok ellen. Sikerült legyőznie a nomádok koalícióját, amelynek tagja volt Laum – Szamanum és az ubrabaiak országának királya –, Bahluku-Lim – Tuttul és az amnanúk országának királya – és Ajalum – Abattum és a rabbaiak országának királya – és szétvernie településeiket. A három király nyilván olyan nomád törzsfő volt, aki törzse „országa”, azaz legelőterülete mellett a földművelő vidéken is rendelkezett állandó székhellyel, ez a felsorolt három város.  Más feliratok szerint az amnanúk és az ubrabaiak a jaminiak törzsszövetségéhez tartoztak. A hanaiak ellen is sikeres volt, egyik felirata szerint egy Haman nevű hanai települést dúlt fel, királyát foglyul ejtve, egy másik szerint hét királyt, a „hanaiak atyáit”, akik őt korábban legyőzték, fogságba ejtett. Valószínűleg ezután vette fel a hanaiak országának királya címet titulatúrájába.
A Samas-templom feliratos téglái szerint Mári első uralkodója, aki kijutott a tengerhez, sőt a cédrus és cipruserdők hegyeihez is, ami valószínűleg Libanont jelenti. E hadjáratok azonban nem jelentettek területszerzés, mindössze hadisarcot, adót és tekintélynövekedést. Sőt a befolyás fenntartása sem sokáig sikerült, évkönyvei már ugyanabban az évben arról írnak, hogy Jahdun-Limnek ismét az Eufrátesz nagy kanyarjánál kellett háborúzni a szíriai fejedelmekkel, akiket az itt először említett jamhadi Szumuepuh is támogatott, és aki a szuverén Jamhad királyságának így első ismert uralkodója.
Jahdun-Lim alapított egy várost az Eufrátesz nagy kanyarjánál, amely Dúr-Jahdunlim néven az Óbabiloni Birodalom jelentős erődített települése lett.
Nem tudjuk pontosan, mennyi ideig uralkodott. Évneveinek eleje nem maradt fenn, 15 évnév ismert, tehát legalább 16 évig. Jahdun-Lim után egy Szumu-jamam nevű férfi uralkodott Máriban, akiről nem tudjuk, milyen kapcsolatban állt a dinasztiával, de úgy tűnik, Jahdun-Lim családja Máriban maradt.

## Évnevei
Évnevei sorrend nélkül:
- Az év, amelyben Jahdun-Lim Henhez ment és a jamini törzsek táborait [vagy: legelőterületeit] az ő kezébe adta.